# Ultima Thule (sångbok)

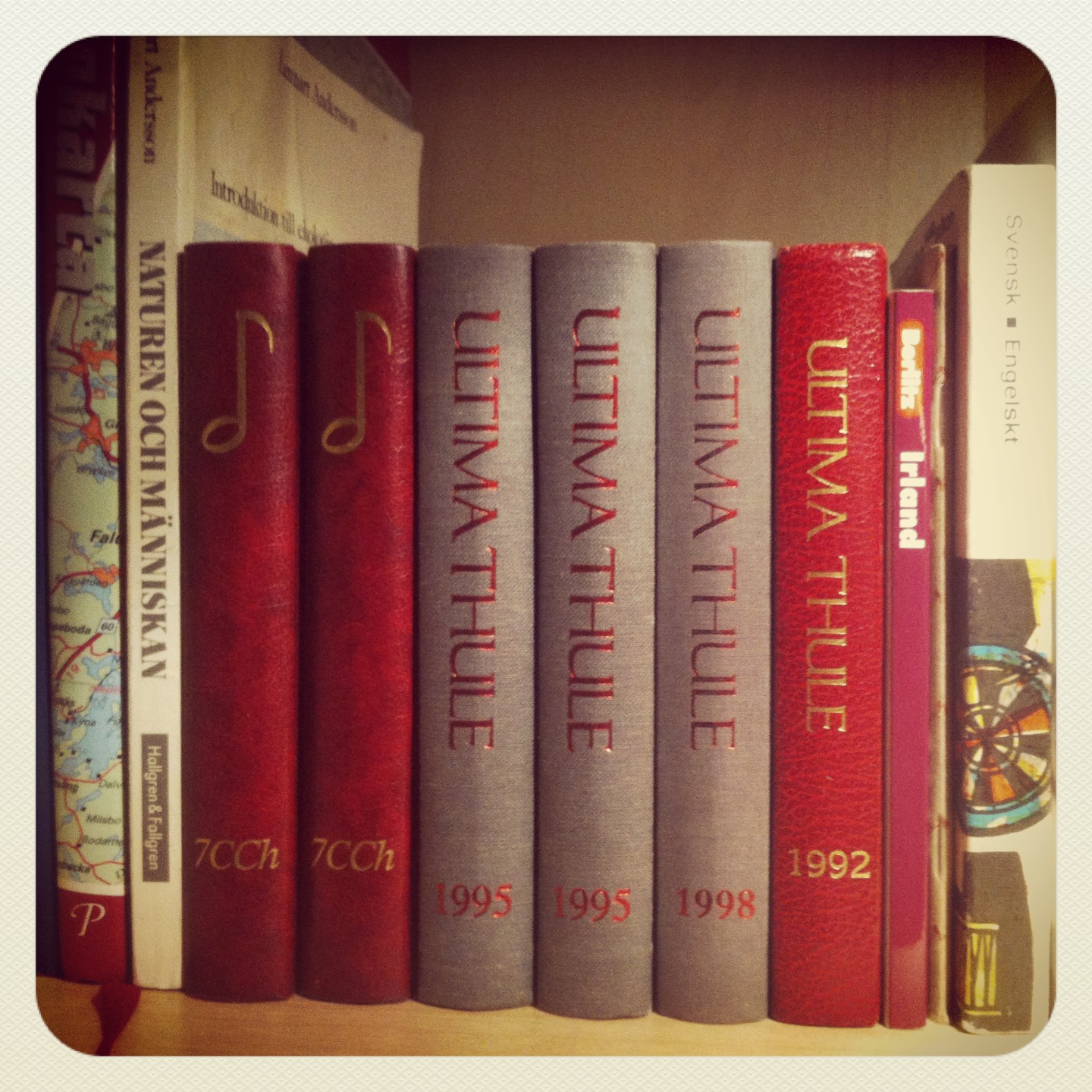
Ultima Thule 1992, 1995, 1998

Ultima Thule är en sångbok från Luleå tekniska universitet. Den första upplagan av Ultima Thule, eller 'Thulen' som den kallas i dagligt tal, gavs ut 1985. Fram till och med 2015 har sju upplagor utkommit; 1985, 1988, 1992, 1995, 2001, 2010, 2015 och 2020. Omslagsfärgen har varit olika för varje utgåva och är i kronologisk ordning: Mörkgrön, blå, röd, grå, svart, vinröd och vit. Innehållet är en blandning av traditionella studentsånger och dryckesvisor, men även visor skrivna av studenter vid de olika utbildningarna vid Luleå tekniska universitet.
Vissa upplagor kan även ha kommit ut i nytryck.
Thulen används vid många olika studentikosa tillställningar, såsom sittningar, gasquer, fester och den är en viktig del av phösarnas (faddrar) utrustning under Nolleperioden. Förutom visor så innehåller boken även förklaringar till diverse traditioner och företeelser i studentlivet.

## Kritik
Under hösten 2018 fick Ultima Thule i ett debattinlägg kritik om att vissa sångtexter var grovt sexistiska och rasistiska. Bl.a. skrevs det att 
En studentkår vid Sveriges nordligaste lärosäte, beläget mitt i samiskt kärnområde, fortsätter cementera stereotypa bilder av samer och sprida grov sexism i studentlivet
Dagen efter stoppades försäljningen av Ultima Thule. Efter en tillsägelse från dåvarande rektor Birgitta Bergvall-Kåreborn, valde Teknologkåren att ta bort de kritiserade sångtexterna ur sångboken. Teknologkåren bjöd även in de som skrivit debattinlägget för diskussion.
En av de mest kritiserade sångerna var "800 samer", en sång som skrevs av D-LTH under Sångarstriden (SåS) 1986 som en satirisk kritik mot den dåvarande sittande regeringen över hur samerna nekades stöd efter Tjernobylkatastrofen.

## Galleri: Ultima Thule till och med 2015

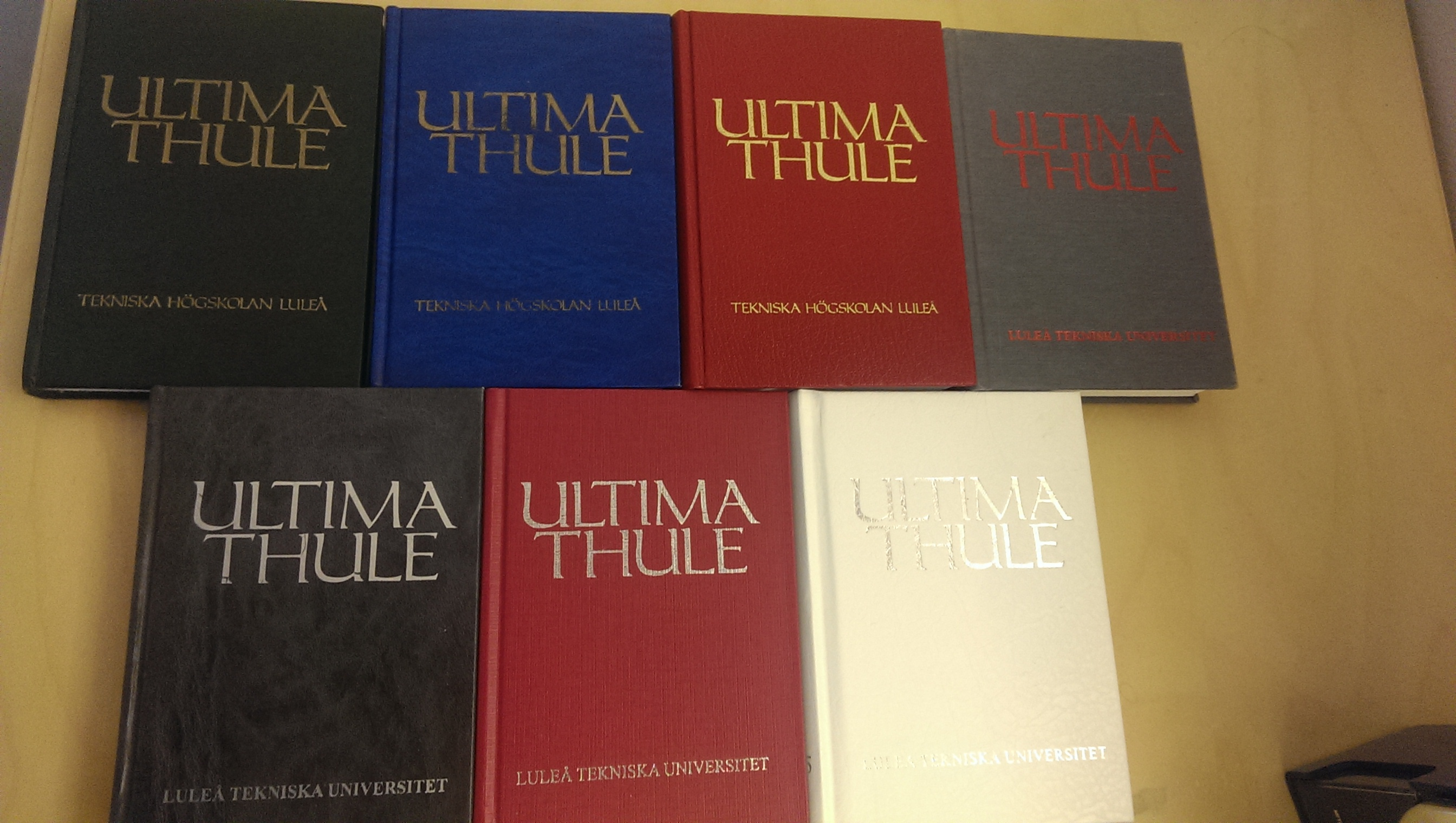
Samtliga sju upplagor av Ultima Thule fram till 2015
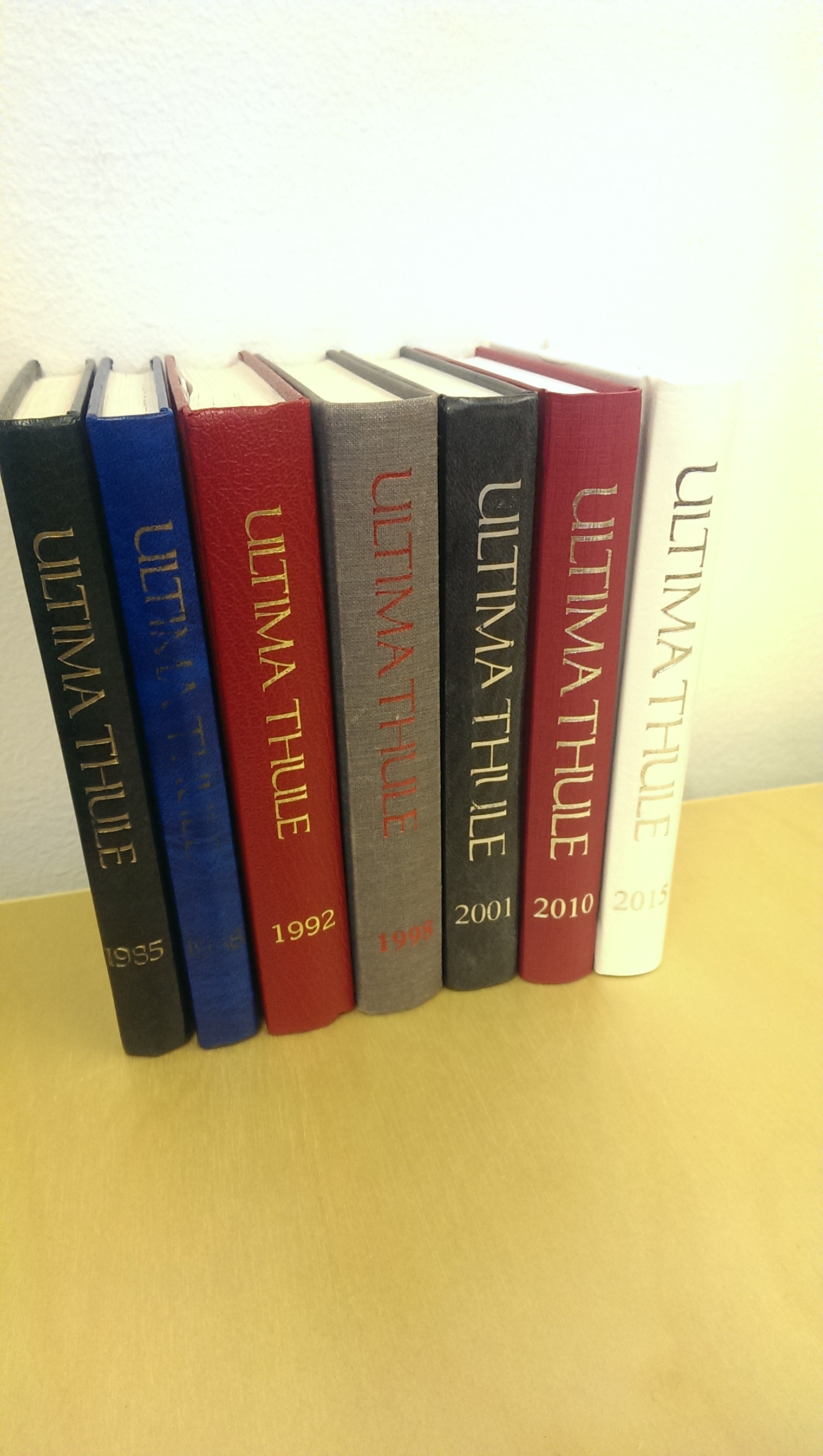
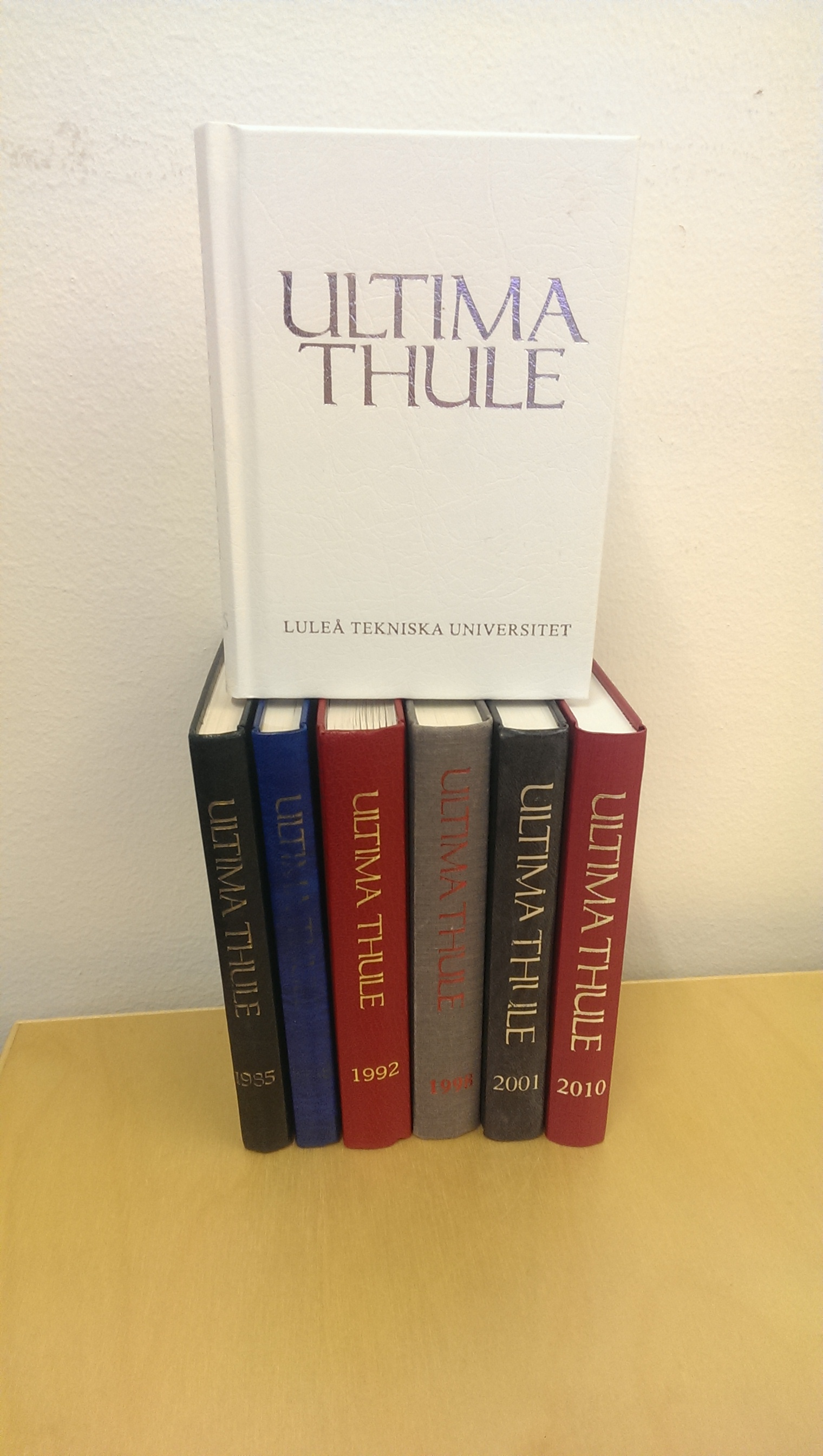
Ultima Thule 2015

## Galleri: Ultima Thule första upplagan

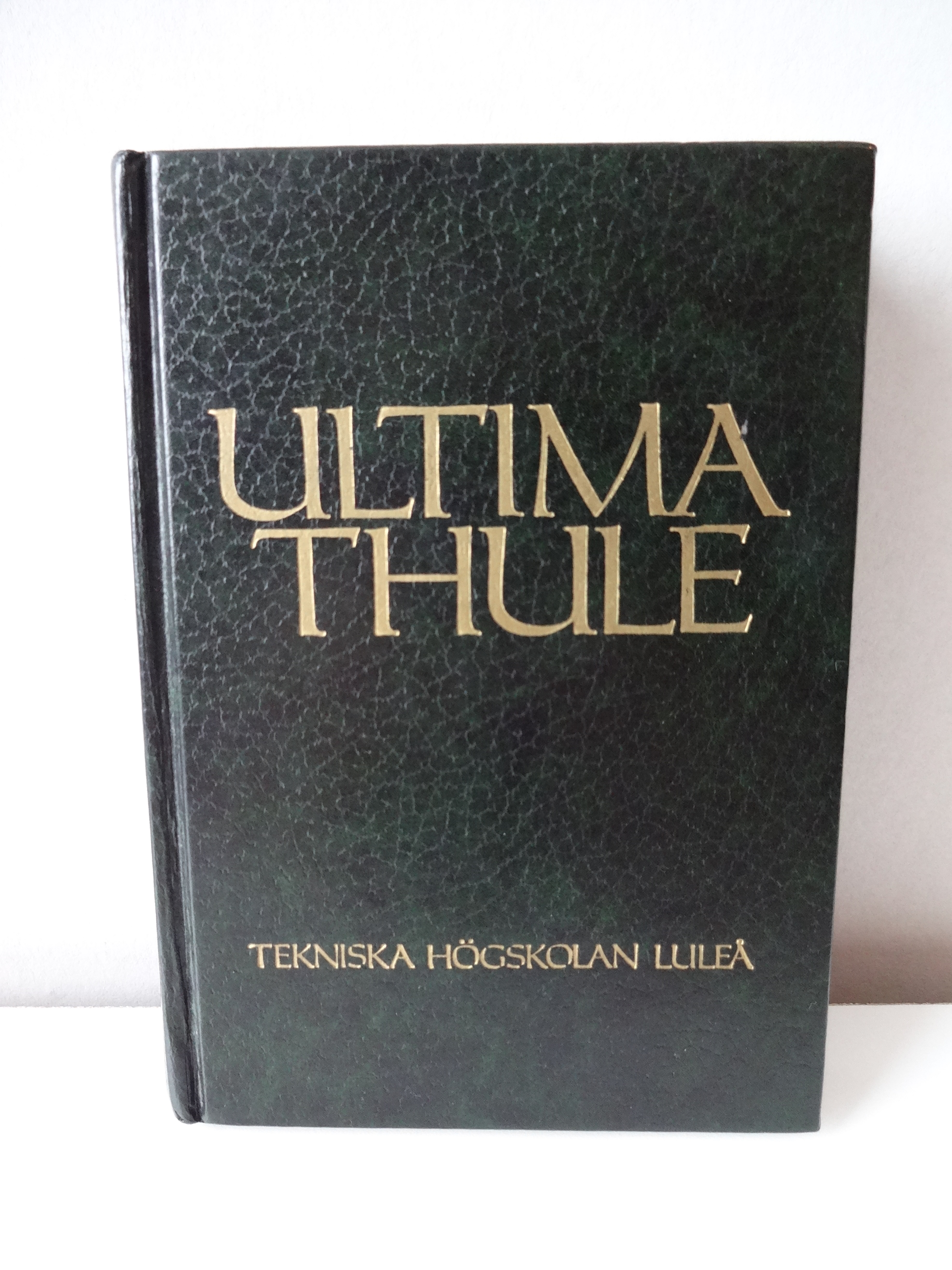
Ultima Thule 1985
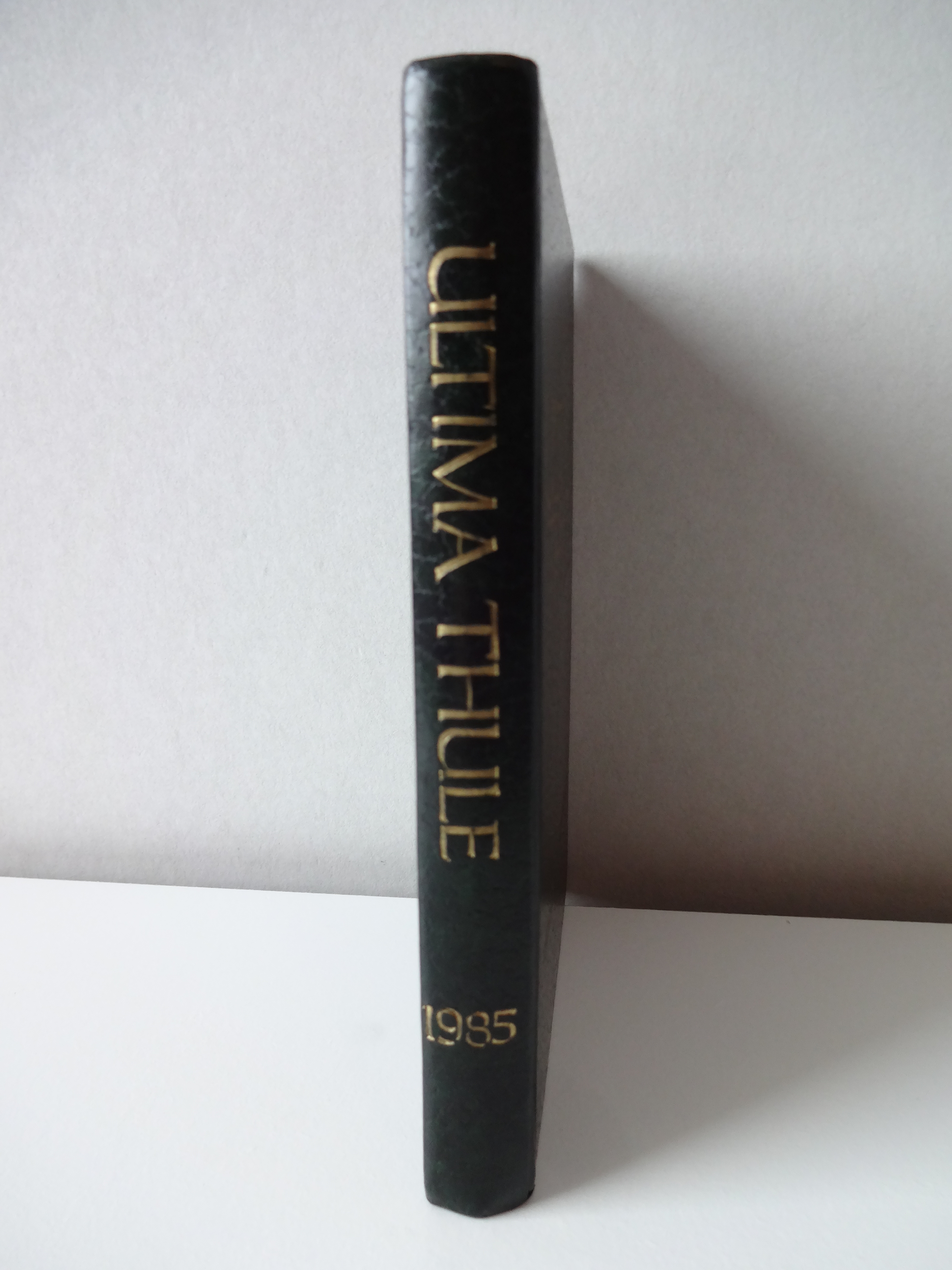
Ultima Thule 1985